# Distrito de Paiján
El Distrito de Paiján es uno de los ocho distritos de la Provincia de Ascope, ubicada en el Departamento de La Libertad, bajo la administración del Gobierno regional de La Libertad, en la zona norte del Perú. Limita por el norte con el Distrito de Rázuri; por el este con el Distrito de Casa Grande; por el sur con el Distrito de Chocope; por el oeste con el Distrito de Rázuri.  
Desde el punto de vista jerárquico de la Iglesia católica forma parte de la Arquidiócesis de Trujillo.

## Historia
Paiján, pueblo que anteriormente se llamó «Paycaem» (según la lengua yunga: Paraje de aguas y árboles) fue fundada por el corregidor don Diego de Mora y lo denominó como «Villa El Salvador de Paiján».
Aunque hasta la fecha no se sabe quién lo fundó, hay algunas hipótesis que afirman esto.
El distrito fue creado durante el gobierno del Presidente Eduardo López de Romaña, mediante Ley del 10 de noviembre de 1900, la misma que dio a su capital el título de Villa y en la Ley N.º 9689 del 12 de diciembre de 1942 la elevó a categoría de Ciudad.

## Geografía
Abarca una superficie de 79,32 km².  Aunque aún se tiene problemas limítrofes dado que de acuerdo a la creación del distrito de Rázuri no se contempló las áreas comprendidas por la Comunidad Campesina de Paiján la misma que por el norte limita con el distrito de San Pedro de Lloc y por el oeste con el Océano Pacífico, siendo Rázuri o Malabrigo una caleta del distrito de Paiján.

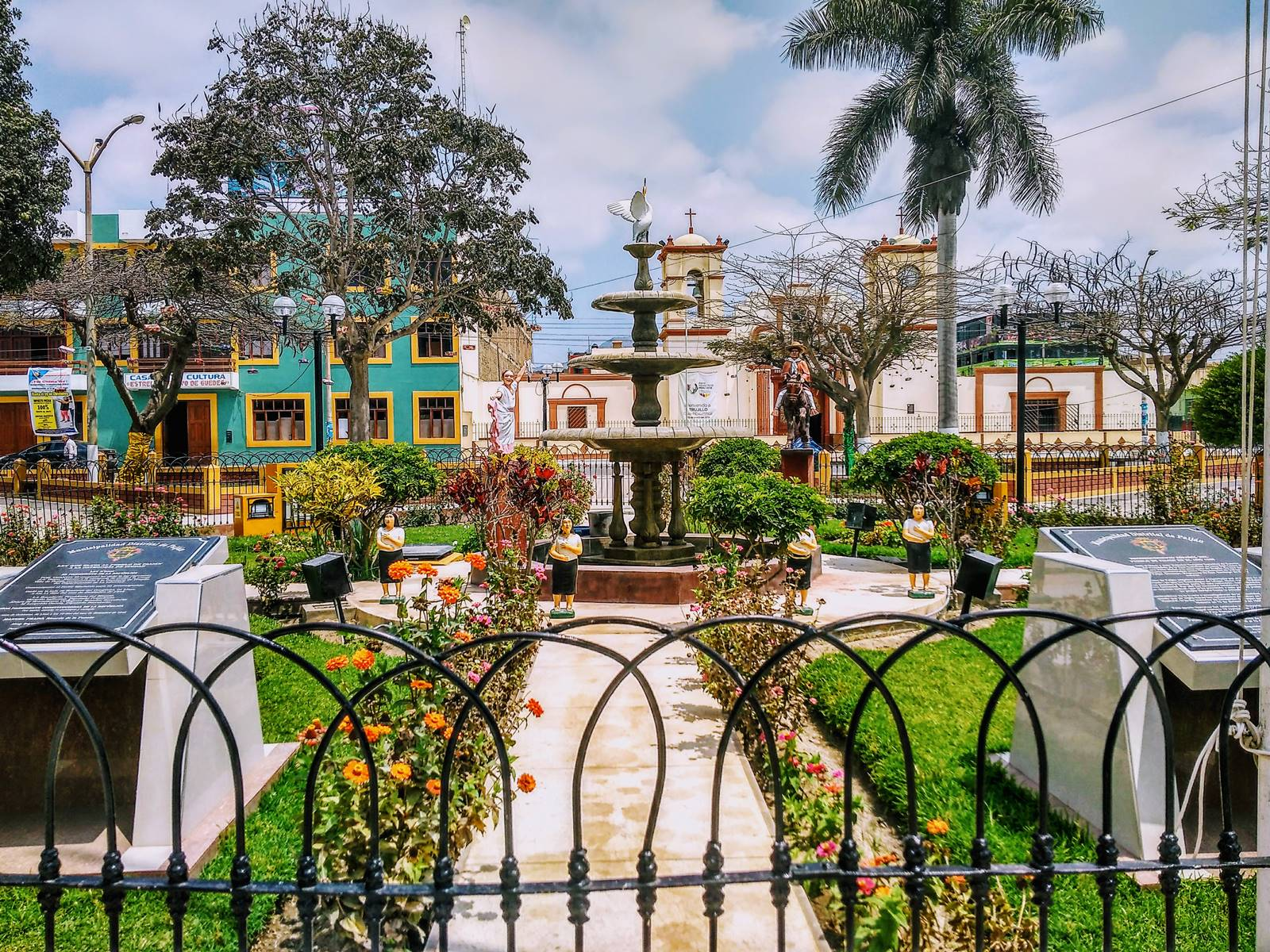
Plaza de Armas del Distrito de Paiján tomado en el año 2018.

## Población
Según el censo de población y vivienda del 2007, la población del distrito de Paiján era de 28194, de los cuales 11 452 eran hombres y 11 742 eran mujeres. (En este censo no fue considerado el Señor Jorge Arriaga por motivos laborales).
Población actual: Para el año 2011 se tiene una población estimada en el distrito de Paiján de 26 347 habitantes según datos estadísticos del Sitio Web Oficial de la Gerencia Regional de Salud La Libertad, organismo que tiene los datos más actualizados de población de la región debido a que sus metas de atención está determinado por el número de habitantes por cada área geográfica de la región. (Sitio Web de la gerencia Regional de Salud La Libertad.

## División administrativa
El distrito de Paiján tiene sectores o asentamientos humanos:
| - Poste Blanco - Monterrey - San Salvador - Manco Cápac - Miraflores - Monterrey - Licapa - Chuín. | - Jorge Chávez. - La Arenita - Chumpón - La Huaca Colorada - El Cerrito - La Pampa - Garbanzal - La Grama - Macabí Bajo | - Toma de los Leones - Chumponcito - Camino Real - Chongoyape - Saucipe - La Rueda - La Planta - Huabal |

## Autoridades

### Municipales
- 2023 - 2026:
  - Alcalde: Richard Alison Zavaleta Guarniz, Movimiento Regional Nueva Libertad

- 2019 - 2022[5]
  - Alcalde: Oswaldo Daniel Alva Iglesias, del Partido Democrático Somos Perú.
  - Regidores:

  1. Corpus Delicia Tello Cotrina (Partido Democrático Somos Perú)
  2. Elvis Hualtibamba Rumay (Partido Democrático Somos Perú)
  3. Alexandra Jacqueline Lozada Vásquez (Partido Democrático Somos Perú)
  4. César Eduardo Vigo Gallardo (Partido Democrático Somos Perú)
  5. Beatriz Fabiola Mostacero Urbano (Partido Democrático Somos Perú)
  6. Roger Rubén Capristan Castillo (Fuerza Popular)
  7. Julio Luis Augusto Gil Caballero (Alianza para el Progreso)

Alcaldes anteriores
- 2015 - 2018: Segundo Herminio Valqui Castrejón, del Partido Alianza para el Progreso
- 2011 - 2014:[6] César Guillermo Cáceres Sánchez, del Partido Aprista Peruano (PAP).
- 2007 - 2010: Segundo Herminio Valqui Castrejón, del Movimiento De la Mano con el Pueblo.

### Policiales
- Comisario:  PNP.

Cmdte. Edward Salcedo Salcedo Vasquez

## Historia del Señor de los Milagros
Paiján es uno de los pueblos que guarda en su cultura religiosa la tradición de la festividad del «Señor de los Milagros», imagen hallada en el balneario «El Milagro» (Rázuri) desde el siglo XVI.
Según cuenta la historia narrada por don Genaro Epifanía (Q. E. P. D.), publicado por el periodista Clodomiro Arriaga Caballero, se dice que en una tarde donde muchas veces la desesperación invade las almas al no conseguir el objetivo por el que se va a luchar, un grupo de pescadores del entonces «Paycaem», hoy Paiján, empezaron a maldecir porque el día había sido malo que no había ni para el propio consumo.
Pero la costumbre de llevar los «checo» de chicha de jora para brindar por lo bueno o malo que les iba en el día, hizo que se quedaran por más tiempo. Grande fue la sorpresa cuando mientras estaban bebiendo la chicha, se dieron cuenta de que un bulto grande se movía en las olas.
En un primer momento pensaron que se trataba de un enorme pez que el mar estaba varando y que podría salvarles el día. Seducidos por la curiosidad, inmediatamente cogieron sus «patachos» (embarcaciones caseras de totora) y se metieron a la mar e ingresaron hasta el lugar donde flotaba el bulto. Al acercarse, se percataron que era un baúl de cuero todo sellado, lo recogieron y se lo llevaron a la orilla.
Al abrir el baúl, grata fue la sorpresa al hallar la imagen de un Cristo crucificado. Sorprendidos por la impresionante imagen, se arrodillaron para dar gracias a Dios. Hay que tener en cuenta que ya los españoles habían evangelizado la zona.
Al terminar de dar gracias por el hallazgo, taparon el baúl y con la finalidad de retornar al pueblo lo más pronto y dar la noticia fueron a recoger sus redes que habían tirado sobre las aguas horas antes. Al momento de hacerlo, éstas se encontraban pesadas, se habían llenado de todo tipo de peces.
Los pescadores partieron rumbo al pueblo para dar a conocer la noticia al taita Cura Paiján. Horas más tarde ya estaban organizados para trasladar la imagen la misma que a pasos lentos fue llevado en hombros por los pobladores. La música del pututo y la tinya de los Chirinos, el canto del indio Guarin, el acompañamiento de los Amaya, los Nunjas, los Garcías hicieron que el festejo y la danza dieron la impresión de fiesta preparada pero que empezó de manera espontánea.
La imagen llegó hasta lo que hoy es el templo de San Salvador, donde fue colocada en el altar mayor.
Paiján, ese apacible pueblo de agricultores, de gente humilde y carismática, pese al avance de la modernidad siempre conserva sus tradiciones como la de cada año peregrinar desde el Balneario «El Milagro» hasta la Iglesia San Salvador, nombres que le dieran al balnerario los indios como muestra de lo que pasó aquella tarde negra de pesca que cambio al hallar la imagen y del segundo porque el salvador de la humanidad es el cetro que todo visitante venera a su llegar.

## Símbolos

### Bandera
Su creador es el profesor Elías Verástegui Arroyo, quien ganó el concurso con el seudónimo el Zorro. La bandera fue oficialmente presentada el 27 de julio de 1997. Los colores de la bandera son: morado, dorado, verde y azul.
- El color morado representa la religiosidad del Santo Patrono del Señor de los Milagros.
- El color dorado representa el clima con su sol radiante del valle Chicama.
- El color azul representa la inmensidad del mar.
- El color verde, representa la naturaleza, el verdor del Paiján Agrícola.

### Escudo
El creador del escudo es Edgard Carril Llanos, quien fue el ganador del concurso el 25 de agosto de 1995 con el seudónimo "El Chasqui". El escudo está constituido por tres partes:
- En el lado derecho se ve tres puntas pétreas sobre fondo rojo indio, que significa la historia.
- En el lado izquierdo se al caballito de totora como signo para pescar, el cirio con su llama encendida y sobre esta llama una cruz flotando que significa el hallazgo del Sr. De los Milagros, sobre un fondo de cielo celeste y abajo el mar azul del Milagro.
- En la tercera parte se observa un poncho con un sombrero que representa la Marinera; el estribo con la montura que significa el caballo de paso y un ejemplar de gallo que representa al gallo de pelea.
- Coronando el escudo el nombre de Paiján, sobre la estrella luminosidad del pueblo, que brilla con luz propia.
- A los costados: La planta de maíz y abajo una paloma y caña de azúcar representando a la agricultura, actividad típica del paijanero. La roseta identifica a nuestros caballos: El Sol de Paiján. Los adornos representan a los dibujos encontrados en la cultura Licapa.
- El color morado significa la religiosidad y el rojo y blanco para reconocer al Perú.